# Rowan McKellar
Rowan McKellar, född den 24 maj 1994 i Glasgow, är en brittisk roddare.

## Karriär
Vid olympiska sommarspelen 2024 i Paris ingick Rowan McKellar i det brittiska lag som tog brons i åtta med styrman.